# Eurytoma tuomurensis
Eurytoma tuomurensis är en stekelart som beskrevs av Yin-Xia Liao 1985. Eurytoma tuomurensis ingår i släktet Eurytoma och familjen kragglanssteklar. Inga underarter finns listade i Catalogue of Life.